# The Injury
"The Injury" é o décimo segundo episódio da segunda temporada da série de televisão estadunidense The Office, o décimo oitavo no geral. Foi escrito por Mindy Kaling, que também interpreta Kelly Kapoor, e dirigido por Bryan Gordon. A gravação foi ao ar pela primeira vez em 12 de janeiro de 2006 nos Estados Unidos, pela NBC, e teve como convidado especial Marcus York como Billy Merchant.
A série retrata a vida cotidiana dos funcionários na filial da empresa de papel Dunder Mifflin em Scranton. No episódio, Michael Scott (Steve Carell) acidentalmente queima o pé em sua fritadeira, mas insiste em ir trabalhar mesmo assim. Quando nenhum de seus funcionários, exceto Dwight Schrute (Rainn Wilson), o ajuda, ele se sente pouco valorizado. Enquanto isso, Dwight começa a agir estranhamente bem com todos, especialmente com Pam Beesly (Jenna Fischer).
"The Injury" foi originalmente concebido por Greg Daniels como uma continuação da gravação anterior, "Booze Cruise". Seria originalmente chamado de "My Grilled Foot", mas foi alterado quando os roteiristas decidiram que o título era "muito estranho". A exibição recebeu muitos elogios da crítica e foi assistida por 10,3 milhões de espectadores, tornando-se, na época, o episódio de maior audiência da série.

## Sinopse
Michael Scott queima o pé enquanto grelhava bacon pela manhã com uma fritadeira que mantém ao lado da cama. Depois de ligar para o escritório pedindo ajuda, Dwight Schrute corre para "resgatá-lo", batendo seu carro no portão e sofrendo uma concussão. Após o acidente, ele se torna mais tranquilo e amigável com seus colegas de trabalho, principalmente com Pam Beesly.
Michael fica chateado com a falta de compaixão da equipe em relação ao seu machucado. Para confrontá-los, convoca uma palestra com Billy Merchant, que usa cadeira de rodas. O gerente regional faz vários comentários ofensivos sobre limitações para pessoas com deficiência, fazendo com que ele fique bravo e vá embora. Depois do evento, Jim Halpert leva Dwight ao hospital, Pam se despede dele por acreditar que sua personalidade retornará ao comum e Michael os acompanha.
Jim decide dirigir a minivan de Meredith Palmer e, no trajeto, Dwight encontra uma garrafa com bebida alcoólica no banco traseiro. Para impedi-lo, Jim usa um borrifador para esguichar água nele. No hospital, o gerente regional insiste que seu pé queimado é um ferimento mais sério, mas não é priorizado. Por fim, Dwight faz uma piada do tipo "foi o que ela disse" que faz o médico rir. Jim liga para Pam, ela se dirige para Oscar Martinez e conta sobre a recuperação, uma maneira de informar Angela Martin, já que ela é a única pessoa no escritório que sabe que eles mantêm um relacionamento.

## Produção

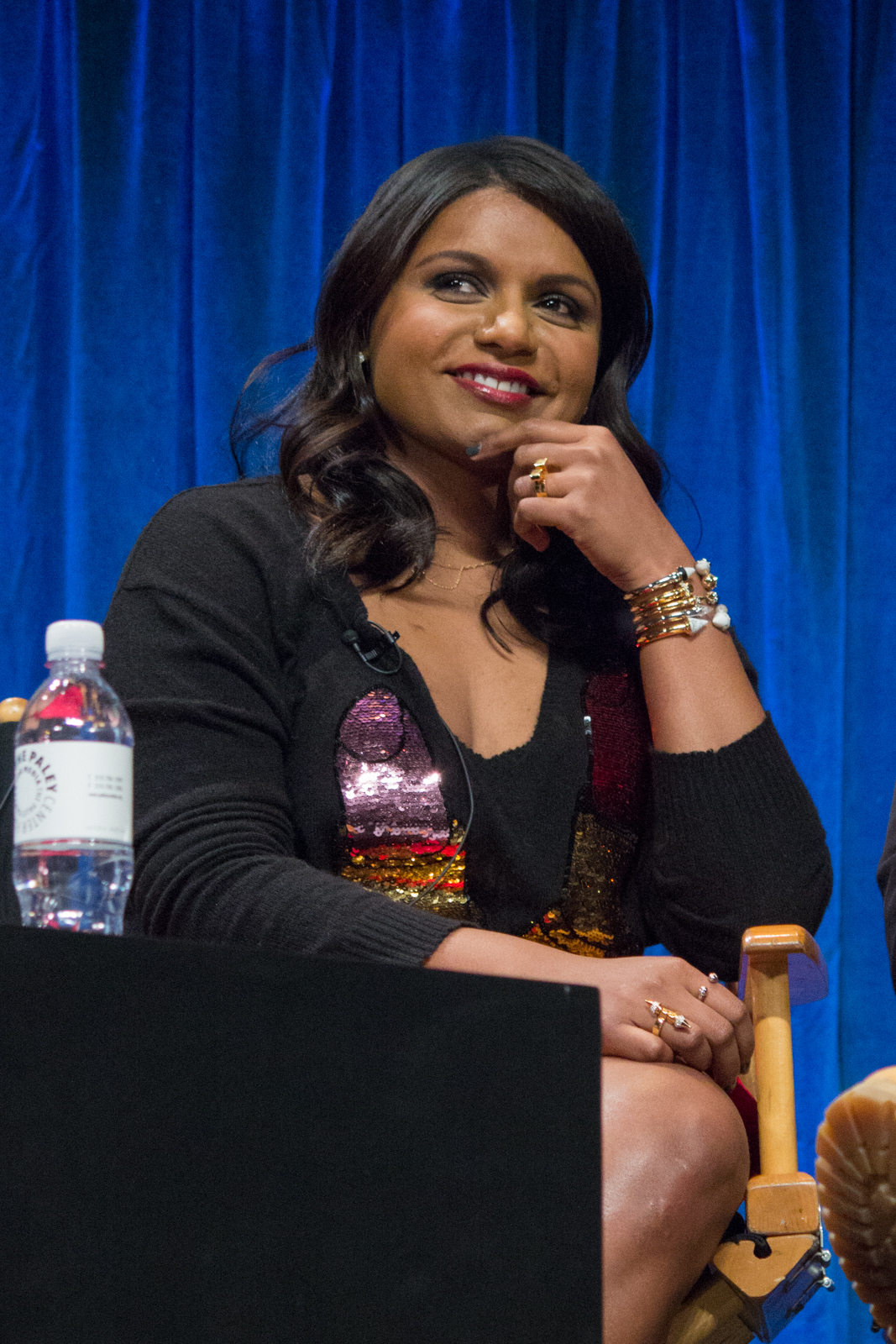
O episódio foi escrito por Mindy Kaling, que o considerou seu roteiro de própria autoria favorito

Este episódio foi o segundo dirigido por Bryan Gordon. Ele já havia trabalhado em "The Alliance" da primeira temporada. "The Injury" foi escrito por Mindy Kaling, que também interpreta a representante de atendimento ao cliente Kelly Kapoor. Após o desenvolvimento do personagem em "Booze Cruise", transmitido anteriormente, Greg Daniels decidiu por um tema mais insano que envolvia "o pé grelhado de Michael".
O desenvolvimento original, surgido na sala dos roteiristas, era que Michael teria adormecido no sol com protetor solar em todo o corpo, exceto no pé, mas de acordo com o escritor e ator B. J. Novak a ideia "saiu do controle". Ainda segundo ele, foi inicialmente chamado de "My Grilled Foot", mas Kaling achou que o título era "muito estranho para as pessoas assistirem". Novak considerou "The Injury" como uma das suas gravações favoritas e afrimou: "Não acho que nenhum outro programa de TV teria feito um episódio daquele ponto de partida e ainda assim foi um dos mais engraçados que já tivemos".
Marcus York foi o convidado especial e interpreta um chefe da construção paraplégico. Ele descreveu seu personagem como alguém "apenas tentando fazer seu trabalho". York lembra que ficou nervoso durante as filmagens e esqueceu suas falas ao ensaiar pela primeira vez, por causa de sua ansiedade em relação aos membros do elenco, mas logo "se acalmou". Após a transmissão, ele recebeu várias cartas positivas de fãs, que elogiaram sua atuação como um homem sério em um ambiente de trabalho agitado. John Krasinski disse que a cena da van foi sua favorita e que "entrará para a história como um dos momentos mais divertidos dos quais já participei".
Trechos cortados na edição incluem Ryan falsificando uma autorização de estacionamento para deficientes por ordem de Michael, Angela confundindo o cheiro da manteiga passada pelo gerente regional em sua queimadura com pipoca recém-feita e Dwight tentando fazer uma cópia com o papel ainda em suas mãos.